# Comuna Pulmo, Șațk
Pulmo (în ucraineană Пульмо) este o comună în raionul Șațk, regiunea Volînia, Ucraina, formată din satele Koșarî, Pulmo (reședința), Vilșanka și Zalissea.

## Demografie
Componența lingvistică a satului Pulmo
     Ucraineană (98,64%)
     Rusă (1,04%)
     Alte limbi (0,32%)
Conform recensământului din 2001, majoritatea populației satului Pulmo era vorbitoare de ucraineană (98,64%), existând în minoritate și vorbitori de rusă (1,04%).